# II Liceum Ogólnokształcące im. Jana Śniadeckiego w Kielcach
II Liceum Ogólnokształcące im. Jana Śniadeckiego w Kielcach, popularnie nazywane „Śniadkiem” – jedna z kieleckich szkół ponadpodstawowych.

## Historia
Zostało założone w 1903 r. jako prywatna siedmioklasowa Miejska Szkoła Handlowa. Podczas zaboru rosyjskiego prawo nie zabraniało Polakom zakładania szkół handlowych, dlatego mieszkańcy Kielc dobrowolnie opodatkowali się, by stworzyć placówkę uczącą języka polskiego. W czasie I wojny światowej w jej budynku działał szpital. W 1918 r. przekształciła się w Męską Szkołę Realną, a następnie w ośmioletnie Państwowe Gimnazjum im. Jana Śniadeckiego. W 1932 r. wskutek reformy szkoła podzieliła się na czteroletnie gimnazjum i dwuletnie liceum. Zarządzeniem Ministra Wyznań Religijnych i Oświecenia Publicznego z 1937 zostało utworzone „II Państwowe Liceum i Gimnazjum” (państwowa szkoła średnia ogólnokształcąca, złożona z czteroletniego gimnazjum i dwuletniego liceum), po wejściu w życie tzw. reformy jędrzejewiczowskiej szkoła miała charakter męski, a wydział liceum ogólnokształcącego był prowadzony w typie matematycznym. Pod koniec lat 30. szkoła funkcjonowała pod adresem ulicy Śniadeckich 9.
Podczas okupacji niemieckiej jej budynek został zamieniony w magazyn zboża. W 1945 r. szkoła wznowiła działalność, ale po pięciu latach została zamknięta z powodów ideologicznych. W jej budynku utworzono wówczas II Żeńskie Liceum Ogólnokształcące. Dopiero w 1958 r. placówka ponownie zaczęła funkcjonować w poprzedniej formie, tym razem jako II Liceum Ogólnokształcące im. Jana Śniadeckiego.
W 2023 liceum otrzymało Odznakę Honorową Województwa Świętokrzyskiego.

## Budynek
Od 1907 r. mieści się w gmachu kamienicy przy ul. Śniadeckich 9 (dawna nazwa ulicy – Bazarowa). Zabytkowy budynek został gruntownie wyremontowany (w 1973 r. zawaliła się część stropu) i wzbogacony o halę sportową – jeszcze kilka lat temu zajęcia w-f odbywały się w niewielkiej sali gimnastycznej znajdującej się na ostatnim piętrze kamienicy.

## Profil
Do II LO uczęszcza blisko tysiąc uczniów. Szkoła posiada klasy o profilu humanistycznym, matematyczno-geograficznym, matematyczno-fizycznym i biologiczno-chemicznym; uczy języków obcych: angielskiego, niemieckiego, francuskiego i rosyjskiego.

## Rankingi
W ogólnopolskim rankingu szkół przygotowanym przez „Rzeczpospolitą” i „Perspektywy” placówka zajmowała do tej pory następujące pozycje:
- 1999 – 65.
- 2000 – 56.
- 2001 – 41. (druga w regionie)
- 2002 – 34. (pierwsza w regionie)
- 2003 – 21. (pierwsza w regionie)
- 2004 – 37. (trzecia w regionie)
- 2005 – 63. (druga w regionie)
- 2006 – 96. (druga w regionie)
- 2007 – 44. (pierwsza w regionie)
- 2008 – 84. (trzecia w regionie)
- 2013 – druga w województwie
- 2014 – druga w województwie
- 2021 – 93. (druga w regionie)[7]

## Dyrektorzy
- Alfred Dominikiewicz (1 III 1925 - )[8]

## Związani ze szkołą
- Janusz Anderman
- Krzysztof Bracha
- Jerzy Bukowski
- Jan Czarnocki
- Jacek Foks
- Wiesław Gołas
- Joanna Grzela
- Zbigniew Jedliński
- Bożena Kizińska
- Mariusz Malec
- Edmund Niziurski
- Mirosław Niziurski
- Stanisław Nowak
- Konrad Osajda
- Jakub Porada
- Gustaw Rakowski
- Jan Sajkiewicz
- Władysław Siła-Nowicki
- Bożena Walter
- Zbigniew Wielowieyski
- Beata Wojciechowska
- Rafał Kasprzyk